# Geogarypus rhantus
Geogarypus rhantus är en spindeldjursart som beskrevs av Harvey 1981. Geogarypus rhantus ingår i släktet Geogarypus och familjen Geogarypidae. Inga underarter finns listade i Catalogue of Life.